# Jean-Claude Seine
Jean-Claude Seine, de son vrai nom Jean-Claude Quiqueré, est un photographe français né à Gennevilliers, le 26 décembre 1944.

## Biographie
Journaliste reporter photographe à 20 ans, il collabore en tant que pigiste à L'Humanité, La Vie ouvrière, Le Matin de Paris, France Nouvelle, Révolution, Antoinette, Le Peuple, Jeune Afrique, Swans Commentary, Miroir Sprint ainsi que dans d’autres publications.
En 1968 il est mandaté par le journal la Vie ouvrière pour couvrir la grève générale et les manifestations ouvrières.
En 1967, il fonde une association de moyens avec Marcel Delius, Louis Lucchesi et Georges Azenstarck. 
De 1966 à 1978, il est membre de l’agence Snark-International.	
De 1966 à 1989, il est membre de l'agence DPI à New York.	
Actuellement il dépose ses images à l’agence Leemage. 	
Il participe à des expositions  collectives  sur le monde du travail. Son travail se situe  dans la mouvance de la photographie humaniste et il se distingue par une distanciation rêvée au monde.
En parallèle, il crée en 1982 à Nîmes la galerie Art vivant, il expose des artistes contemporains dont Alain Ghertman, Charles  Pouderoux, Robert Doisneau, Stanislav Balko, Lucien Clergue, Serge Marchal, Calandre et d'autres encore.	
Jean-Claude Seine vit à Nîmes et Paris.